# Volksbank Eisenberg
Die Volksbank Eisenberg eG ist eine deutsche Genossenschaftsbank mit Sitz in der thüringischen Kreisstadt Eisenberg.

## Geschichte
Am 21. Januar 1868 ersuchten 30 Eisenberger Bürger das zuständige Ministerium in Altenburg, die Gründung des Credit- und Spar-Verein zu Eisenberg S.-A. zu genehmigen. Nach Erteilung der Erlaubnis fand am 25. April 1868 die erste Generalversammlung statt. Zunächst wurde die Tätigkeit in der Rechtsform einer Gesellschaft mit unbeschränkter Haftung in den Privaträumen des Kassierers Konstantin Schöne aufgenommen. Der Stammanteil für neue Mitglieder betrug 25 Taler. Bis 1882 wuchs die Mitgliederzahl auf über 400 und der Geschäftsanteil betrug mittlerweile 150 Goldmark. Im Jahre 1897 erfolgte die Umwandlung in eine Genossenschaft, 1904 in eine Genossenschaft mit beschränkter Haftpflicht. 1909 erfolgte die Umbenennung in Eisenberger Bank e.G.m.b.H., 1913 bezog die Bank ihr eigenes Gebäude. Ihren damaligen Namen Volksbank Eisenberg eGmbH erhielt die Bank 1941.
Nach dem Zweiten Weltkrieg wurden alle Banken 1945 in der SBZ auf Befehl der SMAD zunächst geschlossen. Im Frühjahr 1946 wurde die Bank als Bank für Handwerk und Gewerbe Eisenberg eGmbH wieder eröffnet. 1953 erfolgte die Verschmelzung mit der Bank für Handwerk und Gewerbe Crossen eGmbH mit dem Sitz in Crossen und 1973 mit der Genossenschaftsbank Bad Klosterlausnitz eGmbH mit dem Sitz in Bad Klosterlausnitz zur Genossenschaftsbank für Handwerk und Gewerbe Eisenberg eG. Nach der Wende wurde das Bankwesen der DDR im Zuge der Währungsunion aufgehoben und die Bank in Volksbank Eisenberg eingetragene Genossenschaft umbenannt.
Im Jahr 1992 fusionierte die Volksbank Eisenberg eingetragene Genossenschaft mit der Raiffeisenbank und Handelsgenossenschaft eG Eisenberg mit dem Sitz in Eisenberg zur Volks- und Raiffeisenbank Eisenberg eG. Mit Eintragung vom 13. November 1997 erfolgte die Umfirmierung in Volksbank Eisenberg eG.
Im Jahr 1995 wurde die Marke Eisenberg Direkt eingeführt, unter der das Geschäft als Direktbank betrieben wurde.

## Rechtsverhältnisse
Die Volksbank Eisenberg eG ist im Genossenschaftsregister beim Amtsgericht Jena unter GnR 200076 eingetragen.

## Sicherungseinrichtung
Die Volksbank Eisenberg eG ist der amtlich anerkannten Sicherungseinrichtung des Bundesverbandes der Deutschen Volksbanken und Raiffeisenbanken GmbH und der zusätzlichen freiwilligen Sicherungseinrichtung des Bundesverbandes der Deutschen Volksbanken und Raiffeisenbanken e. V. angeschlossen.

## Geschäftsausrichtung
Die Volksbank Eisenberg eG betreibt das Universalbankgeschäft. Im Verbundgeschäft arbeitet sie mit der DZ Bank, R+V Versicherung, Bausparkasse Schwäbisch Hall, Teambank, VR Leasing, DZ Hyp und der Union Investment zusammen.

## Geschäftsgebiet
Das Geschäftsgebiet liegt im Norden und Osten des Saale-Holzland-Kreises.
An diesen Orten betreibt die Bank personenbesetzte Filialen:
- Eisenberg (Hauptstelle, jur. Sitz und eine Geschäftsstelle)
- Bad Klosterlausnitz (Geschäftsstelle)
- Bürgel (Geschäftsstelle)
- Schkölen (Geschäftsstelle)